# Mauch-Zwillinge

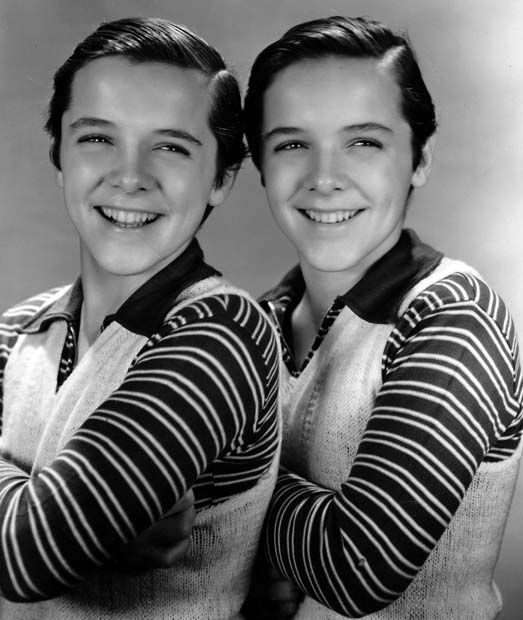
Billy und Bobby Mauch, Mitte der 1930er-Jahre

William John Mauch (* 6. Juli 1921 in Peoria, Illinois; † 29. September 2006 in Palatine, Illinois), als Billy bekannt, und sein Zwillingsbruder Robert Joseph Mauch (* 6. Juli 1921 in Peoria, Illinois; † 15. Oktober 2007 in Santa Rosa, Kalifornien), bekannt als Bobby, waren US-amerikanische Schauspieler.

## Leben
Die Mauch-Zwillinge sind hauptsächlich für die Hauptrollen im Film Der Prinz und der Bettelknabe an der Seite von Errol Flynn und Claude Rains von 1937 bekannt, der auf dem gleichnamigen Roman von Mark Twain basiert.
Billy war der schauspielerisch aktivere der Zwillinge: er drehte bis 1949 Filme und hatte auch vor 1937 schon vor der Kamera gestanden, etwa mit The White Angel, während Bobby bald nach dem Bettelknaben-Film seine Schauspielkarriere beendete. Billy starb im September 2006 in seinem Haus in Illinois; er war über 53 Jahre verheiratet gewesen und hatte einen Sohn. Sein Zwillingsbruder Bobby starb 13 Monate darauf in einem Altersheim in Kalifornien; er war seit 1971 verheiratet gewesen, seine Ehe blieb kinderlos.

## Ausgewählte Filmographie
Billy Mauch
- 1936: Ein rastloses Leben (Anthony Adverse)
- 1936: The White Angel
- 1937: Penrod and Sam
- 1937: Der Prinz und der Bettelknabe (The Prince and the Pauper)
- 1938: Penrod and His Twin Brother
- 1938: Penrod’s Double Trouble
- 1948: The Street with No Name
- 1949: The Accused
- 1951: Bedtime for Bonzo
- 1951: People Will Talk

Bobby Mauch
- 1937: Der Prinz und der Bettelknabe (The Prince and the Pauper)
- 1938: Breakdowns of 1938
- 1938: Penrod and His Twin Brother
- 1938: Penrod’s Double Trouble